# Jinbo (sockenhuvudort i Kina, Hainan Sheng, lat 19,24, long 109,17)
Jinbo är en sockenhuvudort i Kina. Den ligger i provinsen Hainan, i den södra delen av landet, omkring 150 kilometer sydväst om provinshuvudstaden Haikou. Antalet invånare är 4 015. Befolkningen består av 1 858 kvinnor och 2 157 män. Barn under 15 år utgör 24,0 %, vuxna 15-64 år 68 %, och äldre över 65 år 6,0 %.
Runt Jinbo är det ganska tätbefolkat, med 75 invånare per kvadratkilometer. Närmaste större samhälle är Qifang, 9,5 km nordost om Jinbo. I omgivningarna runt Jinbo växer i huvudsak städsegrön lövskog.
Genomsnittlig årsnederbörd är 2 369 millimeter. Den regnigaste månaden är juli, med i genomsnitt 411 mm nederbörd, och den torraste är januari, med 20 mm nederbörd.